# ニュースアプリ
ニュースアプリとは、スマートフォンをはじめとするスマートデバイス向けにニュースを配信するアプリケーションソフトウェアの総称である。新聞社や出版社が制作したニュースを一つのアプリケーションでまとめて読むことができる特徴があり、幅広い分野の記事を総合的に扱うものと、特定のジャンルに特化したものとがある。利用者の嗜好を分析し配信記事の選別をするものは、キュレーションサービスの一種であるとも位置づけられる。その多くが利用料金不要で、自動配信される。ニュースサイトなどが配信する記事を取得するアプリケーションにはフィードリーダーがあるが、そのひとつのGoogleリーダーが2013年7月に終了したのをはじめ、サービスの提供を取りやめるところが出てきた。これに相前後して、2011年にグノシーがサービスを開始するなどし、スマートフォンの普及にあわせてニュースアプリの利用者は増加傾向にある。

## 主なニュースアプリ
アメリカ合衆国では、『Facebook Paper』、LinkedIn傘下の『Pulse』、Flipboard傘下の『Zite』（2014年3月にCNNから買収）などがサービスを提供している。

### 日本の主なニュースアプリ
- 2011年10月25日[5]にサービスを開始した『グノシー』は、利用者のソーシャルメディアでの行動を分析し、最適な記事を選別して配信する[1]。2012年11月には法人化し、株式会社Gunosy設立[6]。2014年3月14日にはKDDIと資本・業務提携し[7][8]、同年8月には、日本国内のニュースアプリとしては初めて500万ダウンロードを突破した[2]。
- 『スマートニュース』は2012年12月にサービスを開始し、2014年8月にはグリー、ミクシィと資本・業務提携した。全国紙などの専門チャンネルが開設され[9]、通信状態の良い環境で取り込んだ記事を圏外でも読むことができるのが特徴である[1]。ダウンロード数は2014年8月までに400万を超え、[2]。月刊記事閲覧数は2013年11月の調査で約2億ページビューを記録している[10]。
- マクロミルが出資する『アンテナ』は2012年5月サービス開始。グルメや旅行など生活情報の記事が主で、写真を多用した雑誌風のデザインが特徴である[1]。
- 2013年9月にサービス開始した『ニューズピックス』は経済記事に特化し、編集部を設け独自記事の制作も行う。編集長には、東洋経済オンラインの前編集長の佐々木紀彦が就任した。広告を収入源として利用料金を無料とするサービスが多い中、本アプリは月額課金制度を採る[11]。
- 2014年9月1日にサービスを開始した『Niid』は日本経済新聞社が運営し、日経産業新聞や日経ヴェリタスなどの系列媒体の記事を「ビジネス戦略ナビ」「ヒット＆トレンド」「知りたい！アジア」「英語で聴くNIKKEI」の4テーマに分け、1日1回各8本（英語で聴くNIKKEIは5本）配信する。テーマを絞り込むことにより、日経電子版との住み分けを図る。将来的にはアプリ内課金制を予定しているが、当面は試行期間として無料で配信する[12]。
- DeNAが運営する『ハッカドール』は2014年8月15日にサービス開始した。アニメ、ライトノベル、声優などサブカルチャーに特化したニュースアプリで、配信は1日3回各25本。ユーザーが記事ごとに「ほしい/いらない」と意思表示することにより配信記事の選別を最適化する。ユーザーの好みを一覧表示する機能も備える[13]。
- このほか『Yahoo!ニュース公式アプリ』、はてなが運営する『Presso』などがある。